# George Salazar
Pour les articles homonymes, voir Salazar.
George Salazar, ne le 7 mars 1986 à Orlando, est un acteur, chanteur et musicien américain connu pour avoir joué dans diverses comédies musicales. Il a fait ses débuts à Broadway dans la version de 2011 de Godspell de Stephen Schwartz. Il est le premier à jouer Michael Mell dans la comédie musicale Be More Chill de 2015 et a repris son rôle dans la version Off-Broadway de 2018 et la version de Broadway en 2019 au Lyceum Theatre de New York. Il est également le premier à jouer Grover dans Le Voleur de Foudre : La comédie musicale de Percy Jackson et a joué dans la production de la Pasadena Playhouse de Little Shop of Horrors, incarnant le personnage principal, Seymour Krelborn.

## Jeunesse et éducation
George Ernest Salazar[réf. nécessaire] est né en 1986 à Kissimmee, Floride, de parents d'origine philippine et équatorienne. En grandissant, il voulait devenir chirurgien, mais il a commencé à s'intéresser plus au théâtre au cours de ses deux dernières années de lycée.
Après avoir obtenu son diplôme d'études secondaires, il a étudié à l'Université de Floride. En 2008, il obtient un diplôme des beaux-arts de théâtre musicale. Il a déménagé à New York peu de temps après pour poursuivre sa carrière d'acteur, car il sentait que sa carrière ne pourrait pas décoller en Floride en raison de ses origines : « En tant qu'artiste de couleur, je ne m'intégrais pas ».

## Carrière d'acteur

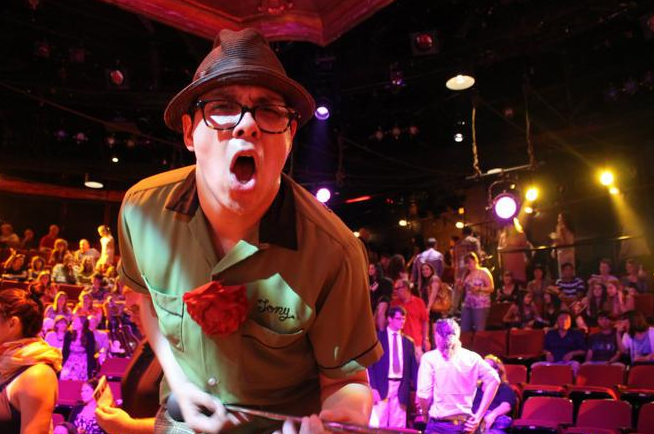
George Salazar dans la version de 2011 de Godspell à Broadway.

Le premier rôle à succès de George Salazar est en 2010 lorsqu'il est choisi pour incarner « Otto » dans la deuxième tournée de la comédie musicale Spring Awakening, récompensée par un Tony Award. La production tourne aux États-Unis et au Canada et se termine en mai 2011. À son retour à New York, Salazar adhère à l'Actors' Equity Association.
En septembre 2011, George Salazar est choisi pour la nouvelle version à Broadway de Godspell de Stephen Schwartz, à l'occasion de son 40ème anniversaire. Il est le soliste du numéro « Light of the World », marquant ainsi ses débuts à Broadway. Le spectacle se joue au Circle de Broadway au Square Theatre le 7 novembre 2011 et se termine le 24 juin 2012, après 30 avant-premières et 264 représentations. Un album est enregistré et sort sur Sh-K-Boom Records en 2012. Durant les représentations de Godspell, lui et le reste du casting passent à la télévision dans le Late Show avec David Letterman, The View, The Rosie Show et la diffusion des Tony Awards.
Au printemps 2013, il combine ses passions pour le théâtre et la musique en rejoignant le casting de la production Off-Broadway de F#%king Up Everything. En plus de jouer le rôle du batteur stone d'un groupe de rock, il est également le batteur sur scène de la comédie musicale. Il reprend son rôle en 2016 lorsque la comédie musicale devient Brooklyn Crush pour une nouvelle production.
En été 2013, Salazar devient une doublure dans la production Off-Broadway du Public Theater de Here Lies Love de David Byrne et Fatboy Slim, mise en scène par Alex Timbers . En avril 2014, Salazar reste au casting de Here Lies Love lorsqu'elle réouvre au même théâtre, le Public Theater, pour une durée non-définie, cette fois en tant que membre de l'ensemble sur scène. La production prend fin le 4 janvier 2015.
En 2015, il rejoint le casting de l' adaptation en comédie musicale de Be More Chill de Ned Vizzini dans le rôle de Michael Mell au Two River Theatre de Red Bank, dans le New Jersey. La production prend fin le 28 juin 2015.
En 2016, il joue Michael dans la version de 2016 Off-Broadway de Tick, Tick... Boom! , qui a ouvert ses portes le 20 octobre 2016 au Acorn Theatre à Theater Row,. Le spectacle se joue du 20 octobre au 18 décembre.
En 2017, Salazar incarne les personnages de Grover et Mr. D dans la première production Off-Broadway de The Lightning Thief,. La production à durée limitée se déroule du 23 mars au 6 mai.
En 2018, il reprend le rôle de Michael Mell dans Be More Chill lors de sa production Off-Broadway à la Signature Theatre Company de juillet à septembre 2018[réf. nécessaire].
En 2019, Salazarcontinue d'incarner Michael Mell dans Be More Chill au Lyceum Theatre du 14 février 2019 au 11 août 2019, à Broadway[réf. nécessaire].
En 2019, il rejoint Little Shop of Horrors à la Pasadena Playhouse dans le rôle de Seymour Krelborn du 17 septembre 2019 au 20 octobre 2019. Pendant cette période, il a été l'invité musical du Late Late Show avec James Corden sur CBS où il a chanté "Suddenly Seymour" avec sa co-star de Little Shop of Horrors, Mj Rodriguez.
En 2021, il incarne Musidorus dans Head Over Heels à la Pasadena Playhouse du 9 novembre 2021 au 12 décembre 2021. Il s'agit de son premier rôle au théâtre que les spectacles ont repris après la pandémie de COVID-19 et du premie spectacle après la réouverture de la Pasadena Playhouse.
En 2022, Salazar incarne l'agent Maxwell Fernsby dans As the Curtain Rises, un feuilleton original à propos de Broadway du Broadway Podcast Network.

## Vie personnelle
George Salazar est un percussionniste expérimenté à la batterie et au cajón.

## Rôles (théâtre)
| Année   | Production             | Rôle                             | Salle                         | Lieu             |
| ------- | ---------------------- | -------------------------------- | ----------------------------- | ---------------- |
| 2010    | Spring Awakening       | Otto                             | Différentes (tournée)         | Tounée nationale |
| 2011–12 | Godspell               | soliste sur "Light of the World" | Circle in the Square Theatre  | Broadway         |
| 2013    | F#%king Up Everything  | Batteur                          | Elektra Theatre               | Off-Broadway     |
| 2013    | Here Lies Love         | Doublure masculine               | The Public Theater            | Off-Broadway     |
| 2014    | Here Lies Love         | Ensemble                         | The Public Theater            | Off-Broadway     |
| 2015    | Be More Chill          | Michael Mell                     | Two River Theater             | Régional         |
| 2016    | Tick, Tick... Boom!    | Michael                          | Acorn Theater at Theater Park | Off-Broadway     |
| 2017    | The Lightning Thief    | Grover/Mr. D                     | Lucille Lortel Theatre        | Off-Broadway     |
| 2018    | Be More Chill          | Michael Mell                     | Signature Theatre Company     | Off-Broadway     |
| 2019    | Be More Chill          | Michael Mell                     | Lyceum Theatre                | Broadway         |
| 2019    | Little Shop of Horrors | Seymour Krelborn                 | Pasadena Playhouse            | Régional         |
| 2021    | Head Over Heels        | Musidorus                        | Pasadena Playhouse            | Régional         |
| 2024    | Glory Days             | Skip                             | Symphony Space                | Off-Broadway     |
| 2024    | La Cage Aux Folles     | Jacob                            | Pasadena Playhouse            | Régional         |

## Filmographie

### Télévision
| Année     | Titre                                 | Rôle           | Notes |
| --------- | ------------------------------------- | -------------- | --- |
| 2016      | Divorce                               | Arbitre        | Épisode : « Encore une réception » |
| 2017      | Bull                                  | Foley          | Épisode : « Le milliardaire sociopathe » |
| 2019-2020 | Superstore                            | Eric Sosa      | Saisons 5 et 6, épisodes : « Ramassage en bord de route », « Le mariage de Sandra », « Un endroit secret », « Grand nettoyage », « Tout doit disparaître » |
| 2020      | Nancy Drew                            | Sal            | Épisodes : « La Dame de Larkspur Lane », « La Chambre de chuchotements »                                                                                   |
| 2021      | Impeachment : American Crime Story    | Georges Conway | Rôle récurrent |
| 2022      | Alice et la pâtisserie des merveilles | Dad Hatter     | Épisode : « Une autre Alice » |

## Prix et nominations
| Année | Cérémonie                                    | Catégorie                                          | Spectacle           | Résultat |
| ----- | -------------------------------------------- | -------------------------------------------------- | ------------------- | -------- |
| 2017  | Drama Desk Award                             | Meilleur acteur dans une comédie musicale          | Le voleur de foudre | Nommé    |
| 2019  | Lucille Lortel Award                         | Meilleur acteur dans une comédie musicale          | Be More Chill       | Remporté |
| 2019  | Outer Critics Circle Award                   | Meilleur acteur dans une comédie musicale          | Be More Chill       | Nommé    |
| 2019  | Prix Drama Desk                              | Meilleur acteur dans une comédie musicale          | Be More Chill       | Nommé    |
| 2019  | Audience Choice Awards de Broadway.com       | Acteur préféré du public dans une comédie musicale | Be More Chill       | Remporté |
| 2019  | Audience Choice Awards de Broadway.com       | Duo préféré du public (avec Will Roland)           | Be More Chill       | Remporté |
| 2019  | Theatre Fans' Choice Awards de BroadwayWorld | Meilleur acteur dans une comédie musicale          | Be More Chill       | Remporté |

## Discographie
| Année | Album                                                 | Compositeur                    | Rôle                                          | Étiquette          |
| ----- | ----------------------------------------------------- | ------------------------------ | --------------------------------------------- | ------------------ |
| 2011  | Godspell (The New Broadway Cast Recording)            | Stephen Schwartz               | Soliste sur "Light of the World"              | Sh-K-Boom Records  |
| 2014  | Moment By Moment                                      | Alexandre Sage Oyen            | Interprète de "Where Do the Lonely Souls Go?" | Indépendant        |
| 2015  | Be More Chill (Original Cast Recording)               | Joe Iconis                     | Michael Mell                                  | Sh-K-Boom Records  |
| 2016  | Brooklyn Crush (Original Off-Broadway Cast Recording) | David Eric Davis et Sam Forman | Le batteur                                    | Broadway Records   |
| 2017  | The Lightning Thief (Original Cast Recording)         | Rob Rokicki                    | Grover / Mr. D                                | Broadway Records   |
| 2018  | Two-Player Game                                       | Joe Iconis                     | —                                             | Sh-K-Boom Records  |
| 2019  | Be More Chill (Original Broadway Cast Recording)      | Joe Iconis                     | Michael Mell                                  | Sh-K-Boom Records  |
| 2019  | The Jonathan Larson Project                           | Jonathan Larson                | —                                             | Ghostlight Records |
| 2021  | In Pieces: A New Musical (Highlights)                 | Joey Contreras                 | —                                             | Broadway Records   |